# District des Sables-d'Ollonne
Le district des Sables-d’Ollonne est une ancienne division administrative française située dans le département de la Vendée.
Créé en janvier 1790 comme premier niveau de subdivision départementale, il est supprimé à la promulgation de la Constitution du 5 fructidor an III.

## Composition
Le district se compose des cantons suivants :
- Angle[Cass 1] ;
- Beaulieu[Cass 2] ;
- L'Isle-Dieu[Cass 3] ;
- Landevieille[Cass 4] ;
- La Mothe-Achard[Cass 5] ;
- Les Moutiers-les-Maufaits[Cass 6] ;
- Ollonne[Cass 7] ;
- Poiroux[Cass 8] ;
- Les Sables-d'Ollonne[Cass 9] ;
- Talmond[Cass 10].